# Bondsdagverkiezingen 2002
De Bondsdagverkiezingen van 2002 vonden op 22 september 2002 plaats. Het waren de veertiende federale verkiezingen in de Bondsrepubliek Duitsland.
Het gehele jaar 2002 stond in het teken van de bondsdagverkiezingen. Aanvankelijk lag de Christelijk Democratische Unie van Duitsland (Christlich Demokratische Union Deutschlands, CDU) met bondskanselierskandidaat Edmund Stoiber (minister-president van Beieren) in alle peilingen op een voorsprong. Stoiber was zeer populair in Beieren en veel Duitsers bewonderden het economisch beleid van Stoibers CSU (de zusterpartij van de CDU) in de Duitse deelstaat. In latere peilingen lag de Sociaaldemocratische Partij van Duitsland (Sozialdemokratische Partei Deutschlands) van Bondskanselier Gerhard Schröder echter voor. Schröder, een man van het midden, en aanvankelijk weinig geliefd bij linkse kiezers, probeerde links Duitsland over te halen om toch vooral SPD te stemmen. Om sympathie onder de linkse kiezers te verwerven hield Schröder enkele anti-Amerikaanse toespraken. Schröder wierp zich, samen met de Franse president op als tegenstander van een eventueel militaire invasie in Irak waar met name de VS en het Verenigd Koninkrijk op aandrongen. Schröders tegenstander Stoiber hield zich veel meer op de vlakte als het ging om de Amerikaanse buitenlandse politiek.
De verkiezingen verliepen niettemin ongunstig voor de beide grote partijen. De CDU verloor 8 zetels en verwierf 190 zetels in de Bondsdag (Bundestag). Veel groter was het verlies voor Schröders SPD, die een verlies van 47 zetels moest incasseren. De SPD kreeg 251 zetels in de nieuwe Bondsdag. De Christelijk-Sociale Unie (Christlich-Soziale Union, CSU), de rooms-katholieke Beierse zusterpartij van de CDU en de eigen partij van Stoiber deed het echter zeer goed. De CSU verwierf 58 zetels, een winst van 11 zetels ten opzichte van 1998. De CDU en de CSU die samen een fractie vormen (Union) telde 248 zetels, maar 3 minder dan de SPD fractie. De Vrije Democratische Partij (Freie Demokratische Partei, FDP) van de rechtse Guido Westerwelle boekte een winst van vier zetels en kreeg er in totaal 47.
Boven verwachting presteerden de Groenen (Bündnis 90/Die Grünen) van vicekanselier en bondsminister van Buitenlandse Zaken. De Groenen deden het vooral goed in de oostelijke deelstaten. De partij kreeg 55 zetels, een winst van 8. Dankzij de winst van de Groenen kon de Rood-Groene coalitie van bondskanselier Schröder worden voortgezet. Schröder werd echter met een miniem verschil herkozen.
De winst van de Groenen ging ten koste van de voormalige Oost-Duitse communistische partij, de Partij van het Democratische Socialisme (Partei des Demokratischen Sozialismus, PDS). Van haar 36 zetels hield de PDS er maar 2 over.

## Uitslag

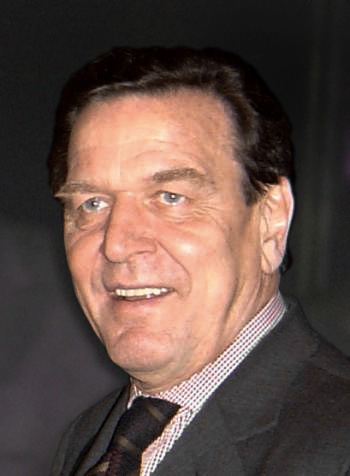
Gerhard Schröder (SPD)
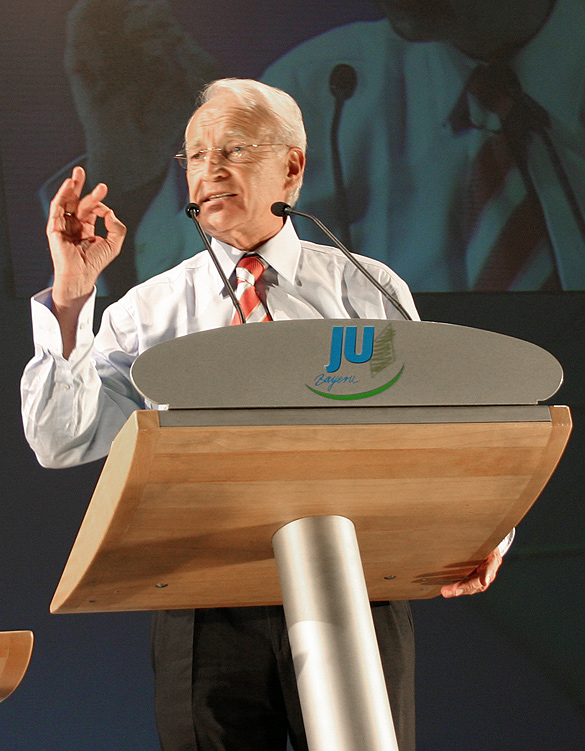
Edmund Stoiber (CDU/CSU)

| Partij                                                                                     | %     | zetels | verschil |
| ------------------------------------------------------------------------------------------ | ----- | ------ | -------- |
| Sociaaldemocratische Partij van Duitsland (Sozialdemokratische Partei Deutschlands, SPD)   | 38,5% | 251    | -47      |
| Bündnis 90/Die Grünen (Bündnis 90/Die Grünen)                                              | 8,6%  | 55     | +8       |
| Christelijk Democratische Unie van Duitsland (Christlich Demokratische Union Deutschlands) | 29,5% | 190    | -8       |
| Christelijk-Sociale Unie (Christlich-Soziale Union)                                        | 9,0%  | 58     | +11      |
| Vrije Democratische Partij (Freie Demokratische Partei)                                    | 7,4%  | 47     | +4       |
| Partij van het Democratische Socialisme (Partei des Demokratischen Sozialismus)            | 4,0%  | 2      | -34      |
| Overigen                                                                                   | 3,0%  | 0      | -        |
| Totaal                                                                                     | 100%  | 603    | -66      |

|  |

|  |

|  |

|  |

|  |

|  |

|  |

|  |

|  |

|  |

|  |

|  |

|  |

|  |

|  |

|  |

|  |

|  |

|  |

|  |

|  |

|  |

|  |

## Verwijzingen
1. 1 2  Winkler Prins Jaarboek 2003, door: red. Winkler Prins, blz. 122
2. ↑  idem